# Sargis Baghdasaryan
Sarghis Baghdasaryan, transliterat și Baghdasarian (n. 5 septembrie 1923 – d. 19 iunie 2001) a fost un sculptor armean. În timpul regimului sovietic, el a fost sculptorul național al RSS Armeană.

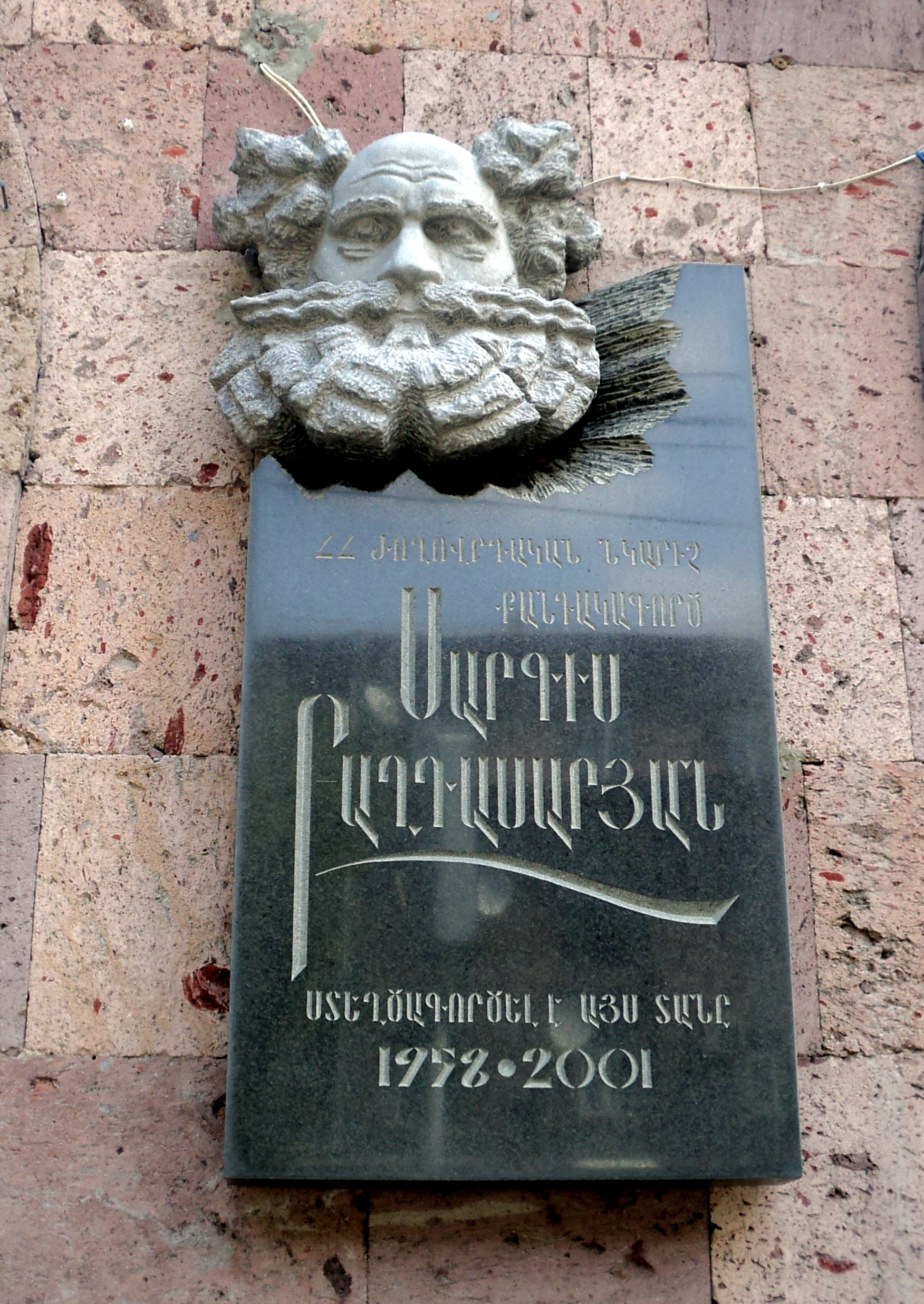

El este cel mai cunoscut în calitate de autor în anul 1967 a monumentului Noi suntem munții noștri, cioplit în roci de tuf vulcanic în apropiere de orașul Stepanakert (astăzi în enclava Nagorno-Karabah).
1. 1 2 3  Haykakan hamaṙot hanragitaran[*] Verificați valoarea |titlelink= (ajutor)
2. 1 2 3 4  Enciclopedia armeană[*] Verificați valoarea |titlelink= (ajutor)